# Szczytno (województwo kujawsko-pomorskie)
Szczytno – wieś w Polsce położona w województwie kujawsko-pomorskim, w powiecie włocławskim, w gminie Choceń. Miejscowość wchodzi w skład sołectwa Borzymowice.
W latach 1975–1998 miejscowość należała administracyjnie do województwa włocławskiego.
Osadnictwo na terenie wsi związane jest z młodszą epoką kamienia, zwaną również epoką kamienia gładzonego lub neolitem. Na jej obszarze znaleziono liczne zabytki neolityczne, zaś do najcenniejszych odkryć należy grób korytarzowy kultur amfor kulistych. W komorze grobowej znajdowały się 2 szkielety, w tym jeden szkielet młodociany. 
Ludność na tym terenie zamieszkiwała przez dalszy okres, zarówno w okresie rzymskim, jak i we wczesnym średniowieczu. Dowodem na istnienie osadnictwa w tym czasie w obrębie wsi jest dokonanie odkrycia cmentarzyska. Składało się ono z części, które było używane do pochówków w okresie od II-IV wieku naszej ery, jak też w czasie wczesnego średniowiecza. W 1939 roku na terenie wsi Polacy stoczyli bitwę z Niemcami.